# Neurigona anomaloptera
Neurigona anomaloptera är en tvåvingeart som beskrevs av Negrobov 1987. Neurigona anomaloptera ingår i släktet Neurigona och familjen styltflugor. Inga underarter finns listade i Catalogue of Life.